# Soulce-Cernay
Soulce-Cernay är en kommun i departementet Doubs i regionen Bourgogne-Franche-Comté i östra Frankrike. Kommunen ligger i kantonen Saint-Hippolyte som tillhör arrondissementet Montbéliard. År 2022 hade Soulce-Cernay 138 invånare.

## Befolkningsutveckling
Antalet invånare i kommunen Soulce-Cernay
Referens:INSEE